# 戈托尔夫城堡

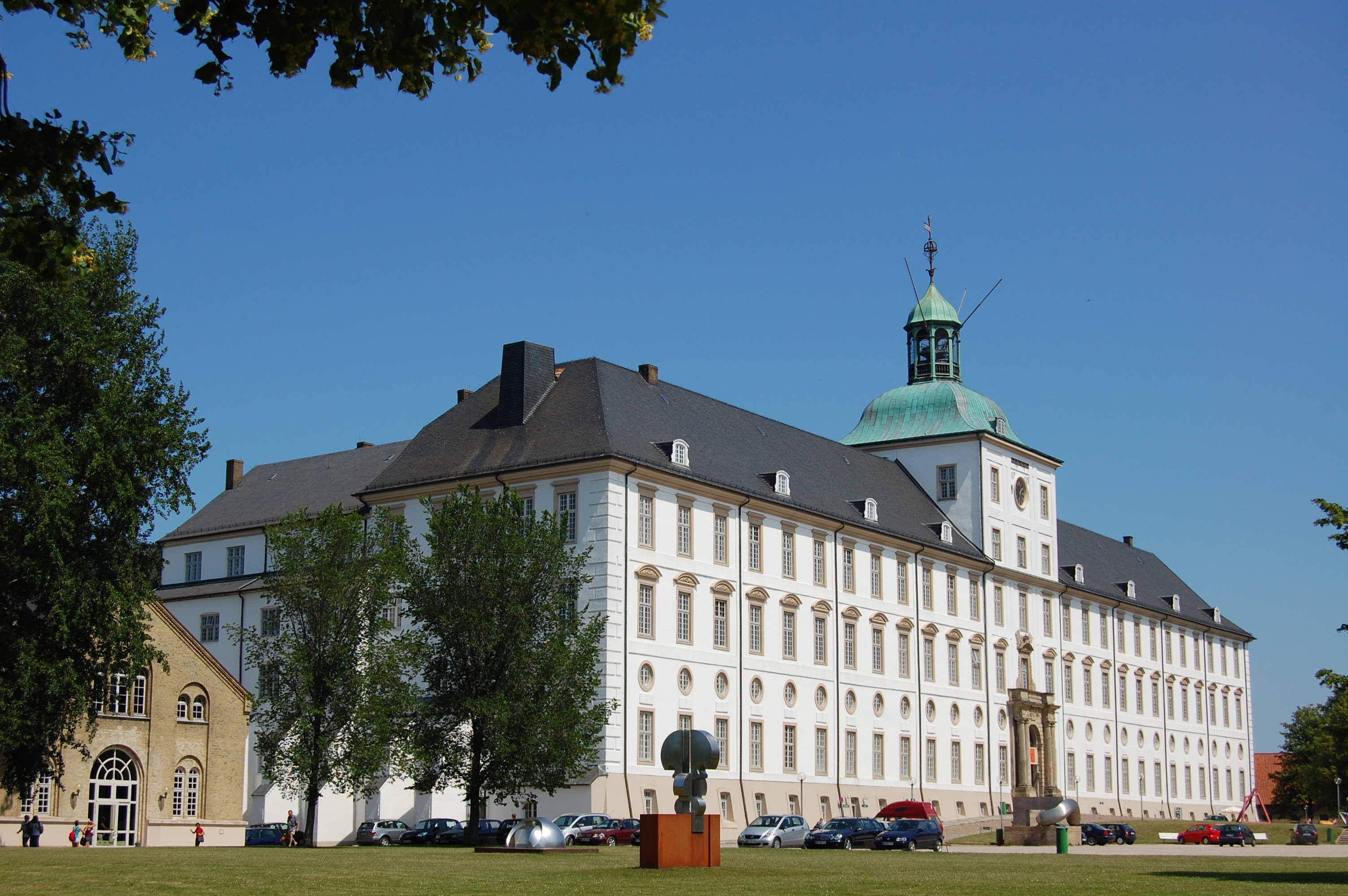
戈托尔夫城堡

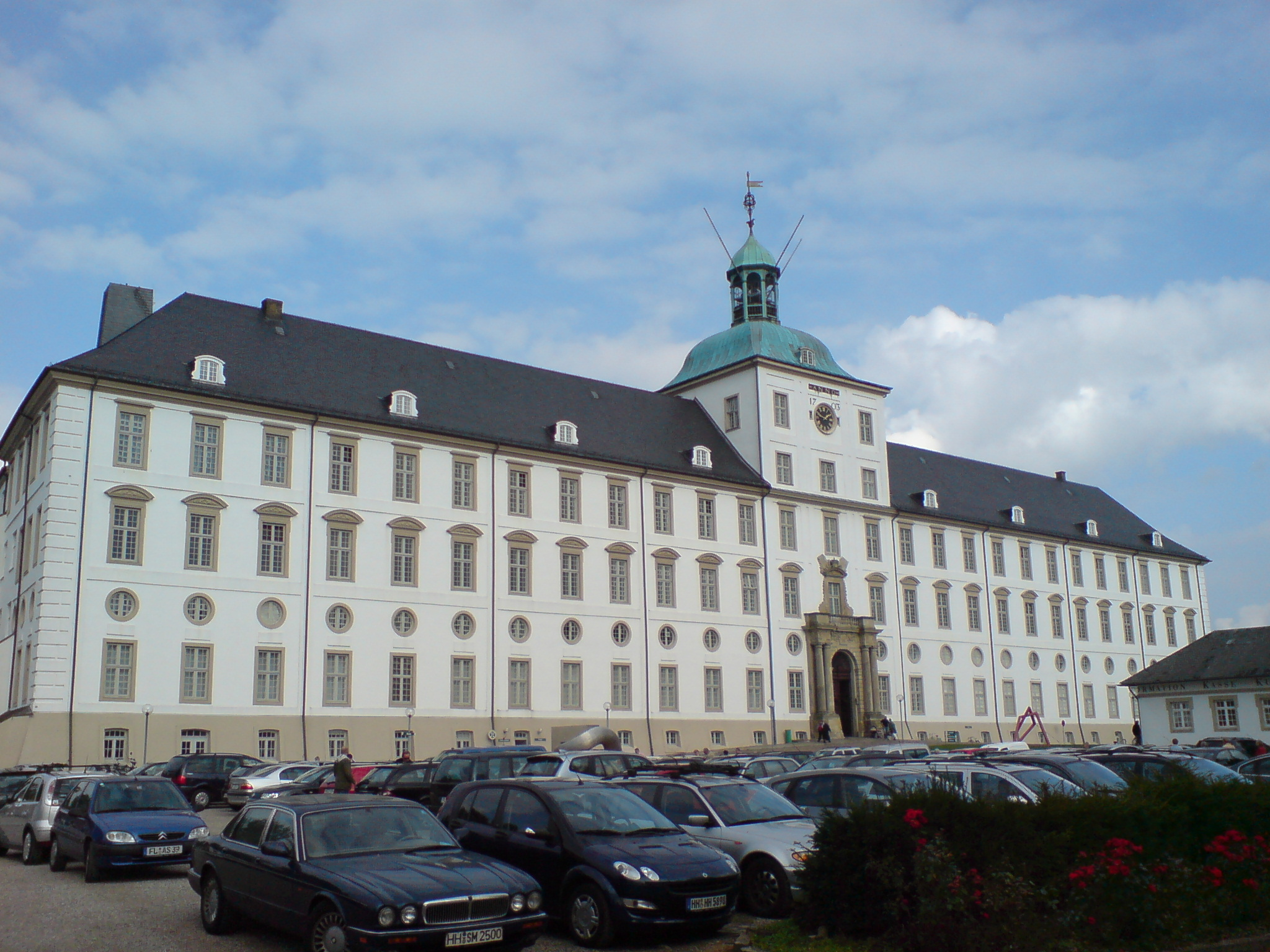
2006年戈托尔城堡

戈托尔夫城堡（德語：Schloss Gottorf）位于德国石勒苏益格-荷尔斯泰因州石勒苏益格施莱湾内的一处岛屿上，距离波罗的海约40公里，是奥尔登堡王朝霍爾斯坦-戈托普公爵的祖居地。

## 历史

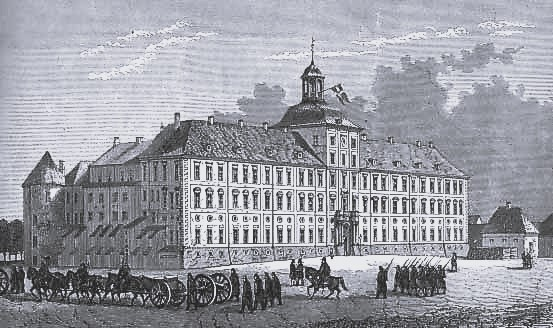
1864年戈托尔夫城堡

1161年，由于原先的居住地被毁，主教石勒苏益格奥科来到岛上。1268年，丹麦石勒苏益格公爵购得此地。1340年，该地的所有权转到来自伦茨堡的绍恩堡-荷尔斯泰因王朝荷尔斯泰因伯爵。1459年，来自奥尔登堡王朝的第一位丹麦君王克里斯蒂安一世通过继承获得所有权。
岛上的建筑一直在不断扩张中，尤其是在16世纪。克斯里斯蒂安一世最小的儿子腓特烈将该地作为其主要居住地。1544年，石勒苏益格和荷尔斯泰因公国被一分为三，腓特烈的第三子阿道夫获得部分土地并以戈托尔夫作为居住地，在这部分土地上成立了石勒苏益格公国。
在荷尔斯泰因-戈托尔普公爵腓特烈三世的统治下，戈托尔夫成为欧洲的文化中心。著名的瑞典建筑家小尼科迪默斯·特辛主持修建了戈托尔夫城堡。
1702年，戈托尔普公国后裔被强制搬离。在腓特烈四世的统治下，城堡被丹麦人占领，随后遭弃用。家俱、艺术品等被逐渐搬走，城堡在19世纪成为丹麦人和普鲁士人的兵营。
第二次世界大战中，城堡被用作难民营。
自1947年以来，城堡逐渐被修复重新，1996年完成全部工程。现为石勒苏益格-荷尔斯泰因州的基金会所拥有，用作州立艺术与文化历史博物馆和州立考古博物馆。